# 上桑蒂瓦涅斯
桑蒂瓦涅塞拉尔托，是西班牙埃斯特雷马杜拉卡塞雷斯省的一个市镇。总面积99平方公里，总人口535人（2001年），人口密度5人/平方公里。